# Volei la Jocurile Olimpice de vară din 1972
Probele sportive de volei la Jocurile Olimpice de vară din 1972 s-au desfășurat în perioada 27 august – 9 septembrie 1972 la sala de volei din parcul olimpic. Au participat 231 de sportivi din 14 țări.

## Medaliați
| Probă            | Aur | Argint | Bronz |
| Masculin Detalii | Japonia (JPN) · Masayuki Minami · Katsutoshi Nekoda · Yūzo Nakamura · Tetsuo Nishimoto · Kenji Kimura · Yoshihide Fukao · Yasuhiro Noguchi · Jungo Morita · Tadayoshi Yokota · Seiji Oko · Tetsuo Satō · Kenji Shimaoka · Antrenor: Sasutaka Matsudaira                                         | Germania de Est (GDR) · Horst Peter · Horst Hagen · Siegfried Schneider · Wolfgang Löwe · Rainer Tscharke · Eckehard Pietzsch · Arnold Schulz · Wolfgang Maibohm · Wolfgang Weise · Jürgen Maune · Rudi Schumann · Wolfgang Webner · Antrenor: Herbert Jenter | Uniunea Sovietică (URS) · Iuri Poiarkov · Valeri Kravcenko · Efim Ciulak · Evgheni Lapinski · Vladimir Puteatov · Viktor Borșci · Vladimir Patkin · Leonid Zaiko · Aleksandr Saprîkin · Iuri Starunski · Veaceslav Domani · Vladimir Kondra · Antrenor: Iuri Cesnokov |
| Feminin Detalii  | Uniunea Sovietică (URS) · Liudmila Buldakova · Liubov Tiurina · Vera Galușka-Duiunova · Liudmila Borozna · Tatiana Sarîceva · Nina Smoleeva · Tatiana Poneaeva-Tretiakova · Rosa Salihova · Inna Rîskal · Natalia Kudreva · Galina Leontieva · Tatiana Gonobobleva · Antrenor: Ghivi Ahvlediani | Japonia (JPN) · Katsumi Matsumura · Noriko Yamashita · Toyoko Iwahara · Takako Iida · Sumie Oinuma · Makiko Furukawa · Keiko Hama · Seiko Shimakage · Yaeko Yamazaki · Michiko Shiokawa · Mariko Okamoto · Takako Shirai · Antrenor: Kōji Kojima              | Coreea de Nord (PRK) · Ryom Chun-ja · Kim Su-dae · Ri Chun-ok · Paek Myong-suk · Jong Ok-jin · Kim Myong-suk · Jang Ok-rim · Kim Yeun-ja · Kim Zung-bok · Kang Ok-sun · Hwang He-Suk · Antrenor:                                                                      |

## Clasament pe medalii
| Loc   | Țară              | Aur | Argint | Bronz | Total |
| ----- | ----------------- | --- | ------ | ----- | ----- |
| 1     | Japonia           | 1   | 1      | –     | 2     |
| 2     | Uniunea Sovietică | 1   | –      | 1     | 2     |
| 3     | Germania de Est   | –   | 1      | –     | 1     |
| 4     | Coreea de Nord    | –   | –      | 1     | 1     |
| Total | Total             | 2   | 2      | 2     | 6     |